# Tjocknäbbad saltator
Tjocknäbbad saltator (Saltator maxillosus) är en fågel i familjen tangaror inom ordningen tättingar.

## Utseende och läte
Tjocknäbbad saltator är en stenknäcksliknande fågel med ett brett och vitt ögonbrynsstreck och svart mustaschstreck. Hos hanen kontrasterar det med mörkgrått på huvud och rygg, medan honan har olivgrönt ovan och grått ansikte. Båda kkönen är beigefärgade på strupe och buk. Honan liknar grönvingad saltator, men denna har vit strupe och inte lika kraftig näbb.

## Utbredning och systematik
Fågeln förekommer i östra Paraguay, sydöstra Brasilien och nordöstra Argentina. Den behandlas som monotypisk, det vill säga att den inte delas in i några underarter.

### Familjetillhörighet
Tidigare placerades Saltator i familjen kardinaler. DNA-studier visar dock att de tillhör tangarorna.

## Levnadssätt
Tjocknäbbad saltator hittas i bergsskogar. Där ses den i trädkronorna och slår ofta följe med kringvandrande artblandade flockar.

## Status
Arten har ett stort utbredningsområde och internationella naturvårdsunionen IUCN kategoriserar arten som livskraftig. Beståndsutvecklingen är dock oklar.